# Trelldom
Trelldom je norská black metalová kapela založená v roce 1992 ve městě Sunnfjord frontmanem Gaahlem (vlastním jménem Kristian Eivind Espeda, působil mj. v Gorgoroth).
V roce 1994 vyšlo první demo Disappearing of the Burning Moon a v roce 1995 první studiové album s názvem Til evighet... K roku 2015 měla kapela na kontě 3 dlouhohrající desky.

## Diskografie

### Demo nahrávky
- Disappearing of the Burning Moon (1994)

### Studiová alba
- Til evighet... (1995)
- Til et annet... (1998)
- Til minne... (2007)